# Храм Рождества Пресвятой Богородицы (Тула)
Храм Рождества Пресвятой Богородицы — православный храм в Туле, при Богородице-Рождественском монастыре.

## История
Первый деревянный храм появился в Горелках приблизительно в XV веке. Он был освещён в честь Святого Николая. В 1781 году на его месте возвели каменный храм, который был построен на средства поручика Алексея Ивановича Ивашкина и освящён в 1783 году. В храме были приходы Рождества Пресвятой Богородицы и Святителя Алексия, а в 1916 году был оборудован ещё один приход в честь Георгия Победоносца. В приходе храма действовала церковно-приходская школа.
В советское время храм закрыли. В нём размещалось хранилище киноплёнок.
В 1988 году храм снова открылся, став первым возвращённым храмом в Туле. 28 декабря 2000 года приход был преобразован в Богородице-Рождественский мужской монастырь. В 2001 году монастырь стал женским, в него переехала часть монахинь из расформированного Щегловского монастыря. В монастыре хранится чтимая икона Тихвинской Божией Матери.